# Amen Corner
Amen Corner är ett brittiskt mods- och rockband bildat i Cardiff, Wales, i mitten på 1960-talet. Gruppen bestod av Andy Fairweather Low (sång, gitarr), Neil Jones (gitarr), Allan Jones (saxofon), Mike Smith (tenorsaxofon), Blue Weaver (keyboard), Clive Taylor (basgitarr) och Dennis Bryon (trummor).

## Historik
Amen Corner började som ett blues och jazzinspirerat band men i och med att de fick skivkontrakt hos Deccas underbolag Deram blev repertoaren mer popinriktad. Amen Corner slog igenom 1967 med debutsingeln "Gin House Blues". Två till brittiska framgångar följde med singlarna "Bend Me, Shape Me" (ursprungligen av amerikanska bandet The American Breed) och "High in the Sky". De lämnade sedan Deram för ett nytt kontrakt hos Immediate Records där de genast fick en stor hit med låten "(If Paradise Is) Half as Nice" som nådde förstaplatsen på brittiska singellistan. Efter en sista hit 1969 med en cover på The Moves "Hello Susie" lades gruppen ner senare samma år.
Fairweather Low bildade då med Weaver, Taylor och Bryon gruppen Fair Weather som blev ett one hit wonder 1970 med låten "Natural Sinner".
Sångaren och gitarristen Andy Fairweather Low hade en solohit 1975 med "Wide Eyed and Legless" och är idag bland annat Eric Claptons gitarrist, men samarbetar med ett antal artister.

## Medlemmar
- Andy Fairweather Low (född Andrew Fairweather Low, 2 augusti 1948 i Ystrad Mynach, Hengoed, Wales) – sång
- Neil Jones (född 25 mars 1949 i Llanbradach, Wales; död 8 juni 2018) – gitarr
- Allan Jones (född 6 februari 1947 i Swansea, Wales) – saxofon
- Blue Weaver (född Derek John Weaver, 11 mars 1947 i Cardiff, Wales) – keyboard
- Mike Smith (född Michael Joseph Smith, 4 november 1947 i Neath, Wales) – tenorsaxofon
- Clive Taylor (född 27 april 1948 i Cardiff) – basgitarr, bakgrundssång
- Dennis Bryon (född Dennis Ronald Bryon, 14 april 1949 i Cardiff) – trummor, bakgrundssång

## Diskografi (urval)
Studioalbum
- Round Amen Corner (1968)
- The World Of Amen Corner (1969)
- Farewell to the Real Magnificent Seven (1969)
- National Welsh Coast Live Explosion Company (1969) (live)
- Return of the Magnificent Seven (1976)

Samlingsalbum (urval)
- Chart Busters (1970)
- Greatest Hits (1977)
- High in the Sky (1986)
- Amen Corner (If Paradise Is Half As Nice and More Hits) (2007) — samlingsalbum som inkluderar live-inspelningar

Singlar (topp 100 på UK Singles Chart)
- "Gin House Blues" / "I Know" (1967) — (#12)
- "The World of Broken Hearts" / "Nema" (1967) — (#24)
- "Bend Me, Shape Me" / "Satisnek The Job's Worth" (1968) — (#3)
- "High in the Sky" / "Gin House Blues" (1968) — (#6)
- "(If Paradise Is) Half as Nice" / "Hey Hey Girl" (1969) — (#1)
- "Hello Susie" / "Evil Man's Gonna Win" (1969) — (#4)